# Парк Школьников
Парк Школьников — парк на западе Москвы, расположенный на территории района Тропарёво-Никулино.

## Описание
Парк был создан в 2007 году близ Озёрной площади на территории в 20 га. Значительную долю территории парка занимают Никулинские пруды. С 2013 года по 2014 с перерывом была проведена реконструкция, за время которой в парке появились велодорога, детские игровые площадки, лавочки и освещение; пруды были очищены. Ближайшей станцией метро к парку является «Озёрная» Солнцевской линии, которая была открыта 30 августа 2018 года.